# Partido Socialista Revolucionário (Rússia)

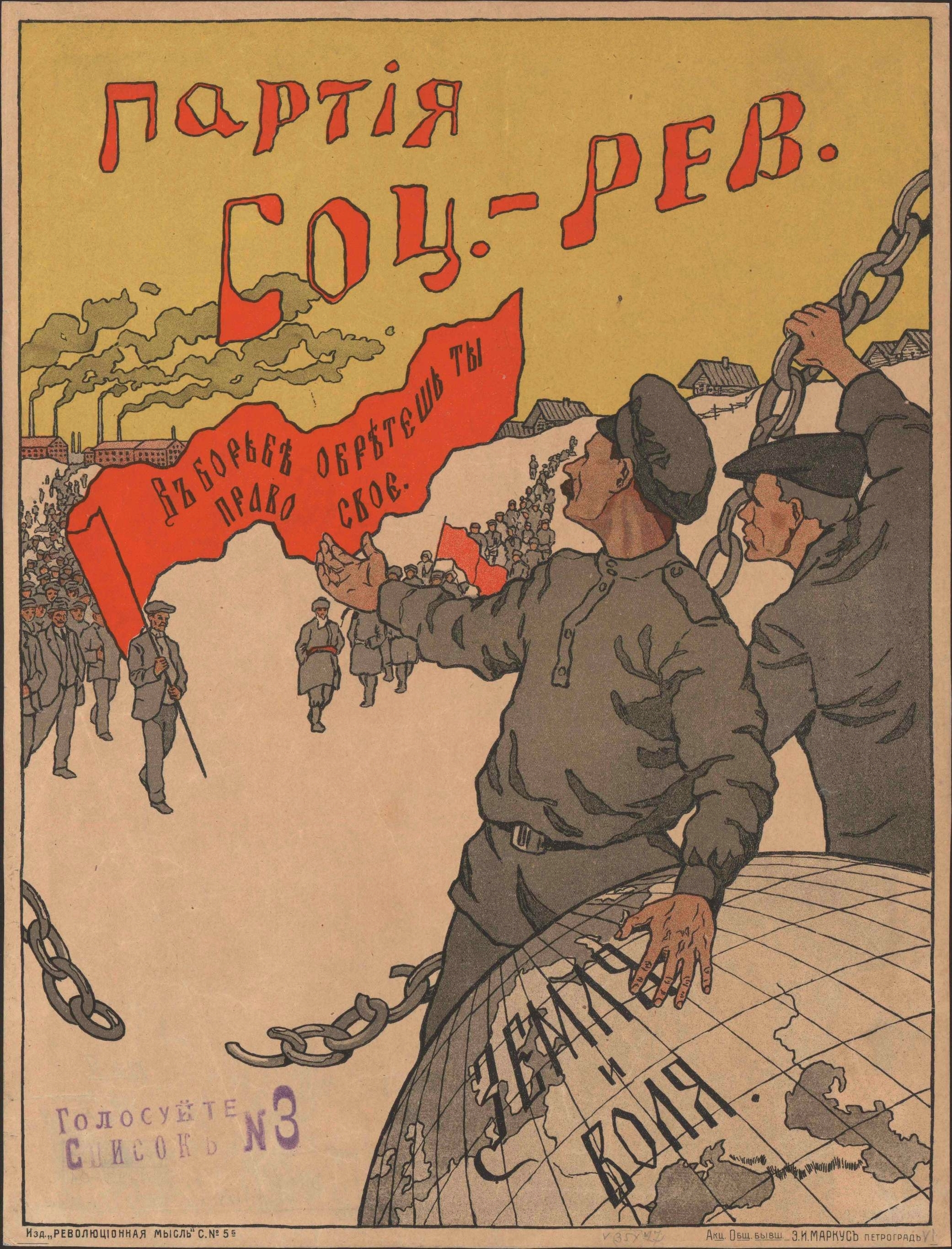
Cartaz eleitoral do Partido Socialista Revolucionário de 1917. Na legenda em vermelho se lê "партия соц-рев" (em russo), abreviação de Partido dos Revolucionários Socialistas. O banner tem o lema "Na luta você conquista os seus direitos", e o globo tem o slogan "земля и воля" ("Terra e Liberdade"), expressando a ideologia socialista agrária do partido.

O Partido Socialista Revolucionário ou Partido dos Socialistas Revolucionários (em russo,  Партия социалистов-революционеров, ПСР, transl. Partiya sotsialistov-revolyutsionerov, PSR), também chamado "os SRs", foi um grande partido político na Rússia do início do século XX, tendo desempenhado um papel importante na Revolução Russa. Após a Revolução de Fevereiro de 1917 que dividia o poder com outras forças socialistas, liberais e democráticas dentro do Governo Provisório Russo. Em novembro de 1917, ele foi o partido mais votado nas eleições democráticas realizadas, pela primeira vez na Rússia, para a Assembléia Constituinte Russa, mas logo se dividiu e a facção remanescente deste partido que se manteve fiel a Alexander Kerensky foi derrotada e destruída pelos bolcheviques no curso da Guerra Civil Russa e na subsequente perseguição aos socialistas não pertencentes a facção bolchevique, entre eles os mencheviques, anarquistas e os socialistas revolucionários.

## História

### Revolução Russa
A Revolução de Fevereiro permitiu que o Partido Socialista Revolucionário voltasse a ter um papel político ativo. Os líderes do partido, incluindo Chernov, foram capazes de voltar para a Rússia. Eles desempenharam um papel importante na formação e liderança dos soviéticos. Um de seus membros, Alexander Kerensky juntou-se ao Governo Provisório de março 1917 como Ministro da Justiça, tornando-se posteriormente o chefe de um governo na coalizão socialista-liberal em julho de 1917, apesar de sua ligação com o partido ser bastante tênue.
Após a queda da primeira coalizão, em abril-maio de 1917 e a reorganização do Governo Provisório, o partido teve um papel maior. O funcionário do governo chave na época era Victor Chernov que se juntou ao governo como ministro da Agricultura.Ele também tentou desempenhar um papel maior, particularmente em assuntos externos, mas logo encontrou-se marginalizado e suas propostas de reforma agrária de longo alcance foram bloqueadas por membros mais conservadores do governo.

## Resultados eleitorais
| Data    | Votos      | %          | Deputados | +/-    | Status   |
| ------- | ---------- | ---------- | --------- | ------ | -------- |
| 1906    | Banido     | Banido     | Banido    | Banido | Banido   |
| 01/1907 | N/D        | N/D        | 37 / 518  |        | Oposição |
| 10/1907 | Banido     | Banido     | Banido    | Banido | Banido   |
| 1912    | Banido     | Banido     | Banido    | Banido | Banido   |
| 1917    | 17 100 000 | 41,0 (1.º) | 308 / 703 |        | Governo  |